# Kociha
Kociha (hongrois : Kecege) est un village de Slovaquie situé dans la région de Banská Bystrica.

## Histoire
La première mention écrite du village date de 1298.

## Démographie

### Évolution de la population
| Année:               | 1994. | 2004.   | 2014.   | 2024.   |
| -------------------- | ----- | ------- | ------- | ------- |
| Nombre de personnes: | 245   | 230     | 213     | 193     |
| Différence:          |       | -6,12 % | -7,39 % | -9,38 % |

| Année:               | 2023. | 2024.   |
| -------------------- | ----- | ------- |
| Nombre de personnes: | 195   | 193     |
| Différence:          |       | -1,02 % |